# Wenquan, Fujian
Wenquan är ett stadsdelsdistrikt i sydöstra Kina. Det ligger i stadsdistriktet Gulou i provinshuvudstaden Fuzhou i provinsen Fujian. Antalet invånare är 67 911. Befolkningen består av 33 959 kvinnor och 33 952 män. Barn under 15 år utgör 9,0 %, vuxna 15-64 år 80 %, och äldre över 65 år 9,0 %.